# Gerhard Neubert
Pour les articles homonymes, voir Neubert.
Gerhard Neubert (né le 12 juin 1909 à Johanngeorgenstadt et mort le 5 décembre 1993 à Diepholz) est un Unterscharführer SS  allemand et utilisé comme service médical à Auschwitz III Monowitz. 

## Biographie
Gerhard Neubert est le fils d'un avocat. Après avoir terminé l'école primaire, il termine un apprentissage de pianiste, qu'il complète avec succès en 1927. Il déménage ensuite à Diepholz et occupe un poste de direction dans un magasin de meubles. Neubert reçoit sa conscription à la Waffen-SS en 1940 et suit une formation militaire de base avec le régiment SS «Ostmark» à Prague. Il est ensuite stationné avec son unité aux Pays-Bas occupés pendant un an, puis déployé sur le front de l'Est. Après un congé à l'été 1942, Neubert ne rejoint pas son unité au point de collecte de Cracovie et est ensuite transféré au camp de concentration d'Auschwitz. Il travaille d'abord pour le gardien de sécurité à Auschwitz et a été utilisé pour faire fonctionner le système de désinfection et la chaudière à vapeur. Ici, il a suivi des cours en soins infirmiers et en désinfection. De janvier 1943 à janvier 1945, il a servi comme grade de service médical (SDG) à Auschwitz III Monowitz, d'abord sous la direction du médecin de camp Horst Fischer et à partir de l'automne 1944 sous la direction de son successeur Hans Wilhelm König. Dans cette fonction, Neubert est responsable à la fois des sélections provisoires à confirmer par le médecin du camp SS respectif et de la sélection finale des prisonniers de l'hôpital pénitentiaire (HKB) , dirigé par Stefan Budziaszek, à partir de juin 1943. Les détenus sélectionnés sont ensuite exécutés dans le camp principal ou à Auschwitz-Birkenau par injection de phénol ou dans les chambres à gaz. 
En septembre 1943, Neubert reçoit la Croix du mérite de guerre IIe classe avec épées; en tant que membre du personnel du camp de concentration, peut-être pour avoir participé à des tueries. 
Après l'évacuation du camp d'Auschwitz, Neubert garde cette position jusqu'à la fin de la guerre dans les camps de concentration de Buchenwald, Mittelbau et Neuengamme . 
Après la fin de la guerre, il est capturé par les Britanniques dans le Schleswig-Holstein et a été libéré de l'internement après seulement dix semaines. Il travaille ensuite à Diepholz comme aide agricole, charpentier et maçon. Entre octobre 1958 et la fin de 1963, il travaille pour l'administration du site de la Bundeswehr à Diepholz, puis retourne à son poste de direction dans l'usine de meubles qu'il occupait avant la guerre. 
Dans le cadre des enquêtes sur le premier procès d'Auschwitz, Neubert est également pris pour cible par les enquêteurs. Cependant, Neubert n'est pas placé en garde à vue et est reparti le 17  juillet 1964 en raison d'une maladie rénale. Dans le deuxième procès d'Auschwitz (procédure "4 Ks 3/63 contre Burger u.   a.)) devant le tribunal de grande instance de Francfort-sur-le-Main, qui débute le 14 décembre 1965 et termine le 16 septembre 1966, il est jugé avec deux autres accusés. Neubert, qui en 1966 depuis le début est en détention provisoire, est condamné à trois ans et demi de prison par la cour du district de Francfort pour assistance à homicide dans 35 cas. La décision a noté qu'il a pris «les décisions finales lors des sélections. Les prisonniers qu'il avait triés n'ont même pas été présentés au médecin du camp ». L'"attitude compatissante" envers les prisonniers dont certains survivants témoins d'Auschwitz a eu un effet atténuant sur les sanctions.  
Après sa libération de prison fin janvier 1971, il mène une vie discrète et meurt en décembre 1993. 